# Matheus Nachtergaele
Matheus Nachtergaele född 3 januari 1969 i São Paulo, Brasilien, brasiliansk skådespelare.

## Filmografi (i urval)
- 1998 - Central do Brasil
- 1998 - Primeiro Dia, O
- 2000 - En hunds testamente
- 2002 - Guds stad